# MIMAROPA
MIMAROPA (ook wel Regio IV-B) is een van de 17 regio's van de Filipijnen. Het regionale centrum is Calapan. Bij de laatste census in 2007 had de regio ruim 2,5 miljoen inwoners.

## Geschiedenis
Op 17 mei 2002 werd regio IV (Southern Tagalog) middels Executive order 103 opgedeeld in de regio's MIMAROPA en CALABARZON. Enkele jaren later, op 23 mei 2005, werd de provincie Palawan (inclusief Puerto Princesa verplaatst naar Regio VI (Western Visayas) door Executive Order 429. Regio IV-B werd hierna MIMARO genoemd in plaats van MIMAROPA. De inwoners van Palawan bekritiseerden deze verplaatsing, aangezien deze zonder inspraak was uitgevoerd. Op 19 augustus 2005 werd middels Administrative Order 129 bepaald dat de verplaatsing voorlopig ongedaan zou worden gemaakt in afwachting van een implementatieplan voor de verplaatsing van Palawan naar Regio VI.

## Geografie

### Bestuurlijke indeling
MIMAROPA is onderverdeeld in vijf provincies en 1 onafhankelijke stad (Highly Urbanised City).

#### Provincies
- Marinduque
- Occidental Mindoro
- Oriental Mindoro
- Palawan
- Romblon

Deze provincies zijn weer onderverdeeld in 1 stad en 71 gemeenten.

#### Stad
- Puerto Princesa

## Demografie
MIMAROPA had bij de census van 2007 een inwoneraantal van 2.559.791 mensen. Dit zijn 260.562
mensen (11,3%) meer dan bij de vorige census van 2000. De gemiddelde jaarlijkse groei komt daarmee uit op 1,49%, hetgeen iets lager is dan het landelijk jaarlijks gemiddelde over deze periode (2,04%). Vergeleken met de census van 1995 is het aantal mensen met 526.520
(25,9%) toegenomen.
De bevolkingsdichtheid van MIMAROPA was ten tijde van de laatste census, met 2.559.791 inwoners op 27.456,10 km², 93,2 mensen per km².